# Vlagtwedder-Veldhuis
Vlagtwedder-Veldhuis est un hameau qui fait partie de la commune de Westerwolde, situé dans la province néerlandaise de Groningue. En 2005, Vlagtwedder-Veldhuis comptait 120 habitants.
Le hameau est situé au sud-est de Vlagtwedde, entre le Ruiten-Aa et le Canal du Ruiten-Aa.